# Movimiento de los Trabajadores Argentinos
El Movimiento de los Trabajadores Argentinos es una corriente interna de la Confederación General del Trabajo de la República Argentina fundada en 1994 por Alicia Castro (Aeronavegantes), Juan Manuel Palacios (líder de la UTA) y Hugo Moyano (Camioneros) para luchar contra las políticas neoliberales que aplicaba en ese momento el presidente Carlos Menem. Fue fundada por los siguientes sindicatos: UTA, Camioneros, Asociación Argentina de empleados de la Marina Mercante , Dragado y Balizamiento, Judiciales, trabajadores de algunos gremios de Aerolíneas Argentinas, la Asociación de Agentes de Propaganda Médica (AAPM), FATIDA, SADOP, SATSAID, FATPREN, FOEIPCQ, UOMA, AEFIP y SUP.
Convocó varias huelgas generales, manifestaciones y marchas desde 1994 en adelante, algunas en colaboración con la Central de Trabajadores de la Argentina (CTA, escindida en 1992 de la CGT) contra las políticas neoliberales del gobierno de Menem, y otras con la propia CGT (que era más afín a tal gobierno) para presionar a Menem.
En 2012 se dividió formándose a su vez dos agrupamientos que se reconocen continuadores MTA-Moyano y Núcleo del MTA.